# Álvaro Mantilla
Álvaro Mantilla Pérez (Maliaño, 9 maggio 2000) è un calciatore spagnolo, difensore del Racing Santander.

## Caratteristiche tecniche
È un difensore centrale.

## Carriera
Cresciuto nel settore giovanile del Racing Santander, il 2 agosto 2019 è stato ceduto in prestito al Laredo dove ha debuttato il 14 settembre nell'incontro di Tercera División vinto 3-0 contro il Sámano.
Rientrato a Santander, è stato confermato nella rosa della prima squadra con cui ha debuttato il 18 ottobre 2020 nella partita di Segunda División B pareggiata 1-1 contro il Portugalete. Il 20 marzo 2022 ha prolungato il contratto fino al 2024 ed al termine della stagione ha conquistato la promozione in seconda divisione.

## Statistiche

### Presenze e reti nei club
Statistiche aggiornate al 2 giugno 2025.
| Stagione        | Squadra          | Campionato      | Campionato | Campionato | Coppe nazionali | Coppe nazionali | Coppe nazionali | Coppe continentali | Coppe continentali | Coppe continentali | Altre coppe | Altre coppe | Altre coppe | Totale | Totale | Totale |
| Stagione        | Squadra          | Comp            | Pres       | Reti       | Comp            | Pres            | Reti            | Comp               | Pres               | Reti               | Comp        | Pres        | Reti        | Pres   | Reti   |        |
| --------------- | ---------------- | --------------- | ---------- | ---------- | --------------- | --------------- | --------------- | ------------------ | ------------------ | ------------------ | ----------- | ----------- | ----------- | ------ | ------ | ------ |
| 2019-2020       | Laredo           | TD              | 21         | 1          | CR              | 1               | 0               | -                  | -                  | -                  | -           | -           | -           | 22     | 1      |        |
| 2020-2021       | Racing Santander | SDB             | 18         | 1          | CR              | 0               | 0               | -                  | -                  | -                  | -           | -           | -           | 18     | 1      |        |
| 2021-2022       | Racing Santander | PDR             | 27         | 1          | CR              | 0               | 0               | -                  | -                  | -                  | -           | -           | -           | 27     | 1      |        |
| 2022-2023       | Racing Santander | SD              | 14         | 0          | CR              | 1               | 0               | -                  | -                  | -                  | -           | -           | -           | 15     | 0      |        |
| 2023-2024       | Racing Santander | SD              | 23         | 2          | CR              | 0               | 0               | -                  | -                  | -                  | -           | -           | -           | 23     | 2      |        |
| 2024-2025       | Racing Santander | SD              | 14         | 0          | CR              | 2               | 0               | -                  | -                  | -                  | -           | -           | -           | 16     | 0      |        |
| Totale carriera | Totale carriera  | Totale carriera | 117        | 5          |                 | 4               | 0               |                    | -                  | -                  |             | -           | -           | 121    | 5      |        |

## Palmarès

### Club

#### Competizioni nazionali
- Primera División RFEF: 1

Racing Santander: 2021-2022